# Pilokarpina
Pilokarpina (łac. Pilocarpinum) – organiczny związek chemiczny, alkaloid imidazolowy występujący w liściach południowoamerykańskich roślin – Pilocarpus jaborandi i Pilocarpus microphyllus – wraz z jej stereoizomerem – izopilokarpiną.
Cząsteczka pilokarpiny zbudowana jest z pierścienia imidazolowego i laktonowego, połączonych grupą metylenową (–CH2-). Dzięki dwóm asymetrycznym węglom w pierścieniu laktonowym pilokarpiny, występuje izomeria cis-trans, a pod wpływem działania kwasu lub zasady pilokarpina może przekształcać się łatwo w trwalszą izopilokarpinę.

## Działanie
Jest to selektywny agonista receptorów muskarynowych, ze szczególnym powinowactwem do M1 i M4. Wykazuje działanie parasympatykomimetyczne polegające na pobudzaniu czynności gruczołów ślinowych, potowych, łzowych, dając efekt przeciwstawny do powodowanego przez atropinę.

## Zastosowanie
Stosowana w okulistyce, w leczeniu jaskry, zarówno otwartego, jak i zamkniętego kąta. Dostępna w postaci 2% kropli do oczu. Zwężenie źrenicy następuje w ciągu 15–40 minut po zakropleniu i utrzymuje się przez 4–8 godzin.
Czasem stosuje się ją również per os (doustnie) w celu zwiększenia wydzielania śliny w zespole Sjögrena w dawce 20 mg/d jak również po naświetlaniach przy nowotworach głowy i szyi.
Jest również wykorzystywana jako antidotum przy zatruciach atropiną.
W badaniach medycznych na modelach zwierzęcych wykorzystywana jest jako substancja indukująca stan padaczkowy u gryzoni, np. szczurów.

## Wpływ na  źrenicę
Poprzez bezpośrednie pobudzenie zakończeń nerwów przywspółczulnych znajdujących się w tęczówce oraz włókien mięśniowych zwieracza źrenicy powoduje zwężenie źrenicy, odciągnięcie nasady tęczówki od utkania beleczkowego i zwiększenie odpływu płynu śródgałkowego, co prowadzi do obniżenia ciśnienia wewnątrzgałkowego w jaskrze z zamkniętym kątem przesączania. W jaskrze z otwartym kątem przesączania rozszerza przestrzenie międzybeleczkowate kąta przesączania. Jednocześnie z podaniem produktu należy przez minutę uciskać kanaliki łzowe w celu ograniczenia nadmiernego wchłaniania produktu i wyeliminowania niepożądanych działań ogólnoustrojowych.

## Przeciwwskazania
Stany, w których zwężenie źrenicy jest niepożądane, np. ostre i przewlekłe zapalenie tęczówki i ciałka rzęskowego, zapalenie rogówki i przedniego odcinka błony naczyniowej oraz niektóre postaci jaskry wtórnej.
Stwierdzone odwarstwienie siatkówki lub odwarstwienie siatkówki w wywiadzie, lub stany predysponujące do odwarstwienia siatkówki.
Okres karmienia piersią.

## Środki ostrożności
Przed rozpoczęciem leczenia pilokarpiną poleca się badanie dna oka w celu zmniejszenia prawdopodobieństwa odwarstwienia siatkówki.
U pacjentów przewlekle leczonych pilokarpiną wskazane jest regularne przeprowadzanie pomiaru ciśnienia wewnątrzgałkowego oraz pola widzenia. 

## Przedawkowanie
Po przekroczeniu zalecanych dawek (zwłaszcza po przypadkowym wypiciu leku) mogą wystąpić takie objawy jak: wzmożone wydzielanie łez, śliny, potu, soku żołądkowego, zwolnienie czynności serca, zmniejszenie ciśnienia tętniczego. W razie wystąpienia działań niepożądanych może być konieczne leczenie środkami antycholinergicznymi (np. atropiną). 
W przypadku zakroplenia zbyt dużych ilości leku jego nadmiar można wypłukać z worka spojówkowego przegotowaną wodą o temperaturze pokojowej. 
Po przypadkowym spożyciu leku należy podać 150–200 ml wody do wypicia, spowodować wymioty oraz rozważyć przeprowadzenie płukania żołądka. 